# Pflegepersonal-Stärkungsgesetz
Das Gesetz zur Stärkung des Pflegepersonals, auch Pflegepersonal-Stärkungsgesetz (PpSG), regelt in Deutschland unter anderem mit Anpassungen im Krankenhausfinanzierungsgesetz (KHG) und Krankenhausentgeltgesetz (KHEntgG) die Vergütung der von Krankenhäusern erbrachten vollstationären und teilstationären Leistungen. Ziel ist dabei eine bessere Personalausstattung und bessere Arbeitsbedingungen in der Krankenpflege und Altenpflege. Der Deutsche Bundestag stimmte am 9. November 2018 und der Bundesrat am 23. November 2018 dem Gesetz mehrheitlich zu. Zum 1. Januar 2019 ist es in Kraft getreten.
Darin werden die von der Bundesregierung vorgesehenen Maßnahmen eines Pflege-Sofortprogramms umgesetzt.

## Pflegebudget, Pflegeerlöskatalog
2019 soll in einer Übergangsphase dabei das bisherige Pflegestellen-Förderprogramm in den Krankenhäusern weiterentwickelt werden, in dem jede zusätzliche geschaffene Stelle und jeder aufgestockte Pflegestelle am Bett zur unmittelbaren Patientenversorgung vollständig nach § 4 Abs. 8 KHEntgG finanziert wird. Voraussetzung hierfür ist die Einstellung von Personal über die durchschnittliche Anzahl an Vollkräften (VK) oder durch Aufstockung bestehender Teilzeitstellen gegenüber dem Vorjahr. Eine Obergrenze besteht nicht.
Ab 2020 wird ein zweckgebundenes Pflegebudget zur Finanzierung der Personalkosten nach § 6a KHEntgG etabliert. Das Pflegebudget wird im Sommer 2019 durch die Deutsche Krankenhausgesellschaft, dem Spitzenverband Bund der Krankenkassen (GKV) und dem Verband der Privaten Krankenversicherung (PKV) verhandelt und im Herbst 2019 ebenso der Pflegeerlöskatalog sowie der um die Pflegepersonalkosten reduzierten Anteile im DRG-System ab 2020 nach § 17b Absatz 4 Krankenhausfinanzierungsgesetz (KHG) vereinbart. Bei Abweichungen zwischen verhandeltem Pflegebudget und den tatsächlichen Personalkosten erfolgt der Ausgleich im Pflegebudget des Folgejahres.
Damit wird erstmals in Deutschland das 2003 eingeführte DRG-System mit den diagnosebezogenen Fallgruppen erheblich geändert. Die Krankenhausvergütung wird auf eine Kombination von Fallpauschalen und einer Pflegepersonalkostenvergütung umgestellt. Die Ausgliederung der Pflegepersonalkosten aus den DRG führt zu einer Zweckbindung von voraussichtlich etwa 25 % der bisherigen DRG-Erlöse. Die Abzahlung des Pflegebudgets erfolgt danach über einen krankenhausindividuellen Pflegeentgeltwert. Dieser wird berechnet, indem das jährlich vereinbarte Pflegebudget dividiert wird durch die nach dem neuen Pflegeerlöskatalog nach § 17b Absatz 4 Satz 5 KHG ermittelte voraussichtliche Summe der Bewertungsrelationen (Relativgewicht; CW) für das vereinbarte Jahr.
Grundlage für die Personalkosten für das Pflegepersonal (Gesundheits- und Krankenpflege) aller Krankenhäuser sind jeweils die vom Statistischen Bundesamt in der Fachserie 12 Reihe 6.1 ausgewiesenen Vollzeitstellen in der Pflege mit und ohne direktem Beschäftigungsverhältnis mit dem Krankenhaus. Von diesen Vollzeitstellen sind die ausgewiesenen Vollzeitstellen in Einrichtungen der Psychiatrie und der Psychosomatik sowie in Krankenhäusern ohne Versorgungsvertrag abzuziehen.
Nicht voll finanziert werden Pflegekräfte, die nicht direkt am Pflegebett arbeiten, beispielsweise im Funktionsdienst oder im medizinisch-technischen Bereich (bspw. in den Bereichen Anästhesie, OP, Radiologie, Endoskopie).
Einsparungen bei den Pflegepersonalkosten können bei der Schaffung von zusätzlich pflegeentlastenden Maßnahmen im Pflegebudget ab 2020 nach § 6a Abs. 2 Satz 7 KHEntgG bis ca. 550 bis 600 Mio. Euro im Jahr berücksichtigt werden. Hierzu zählen keine Entlassungen von Pflegepersonal am Bett, sondern pflegeentlastende Maßnahmen wie beispielsweise die Zuordnung von bestimmten Tätigkeiten zu anderen Personengruppen wie beispielsweise Servicekräften oder Versorgungsassistenten (Speisenversorgung, Wäscheversorgung, Bettentransport), Pharmazeutisch-technischen Assistenten für die Medikamentengabe, Mobilisation durch Physiotherapeuten, technische Innovationen wie die Digitale Patientenakte und Pflegewagen, Pflegeroboter etc.

## Pflegepersonalquotient, Pflegeaufwandkatalog
Mit dem Pflegepersonal-Stärkungsgesetzes (PpSG) wurde ein neuer § 137j SGB V aufgenommen, der die Ermittlung eines Pflegepersonalquotienten für jedes zugelassene Krankenhaus vorsieht, der die Personalausstattung mit Pflegevollkräften zum Pflegeaufwand ins Verhältnis setzen soll. Damit soll eine Untergrenze zur Verbesserung der Pflegepersonalausstattung und der Sicherung der pflegerischen Versorgungsqualität geschaffen werden, die das Krankenhaus nicht unterschreiten darf. Er setzt sich aus den die in der Pflege am Patientenbett beschäftigten Pflegevollkräfte ins Verhältnis zu dem Pflegeaufwand eines Krankenhauses.
Das Institut für das Entgeltsystem im Krankenhaus (InEK) ermittelt und erstellt ab 31. Mai 2020 jährlich einen Katalog zur Risikoadjustierung des Pflegeaufwands. Auf der Grundlage dieses Katalogs werden für jedes Krankenhaus die Summe seiner Bewertungsrelationen (Kostengewichte, CW) errechnet. Der Personalquotient wird allerdings ohne Bezug zum Qualifikationsniveau oder der tatsächlichen Aufgabenzuordnung der Pflegekräfte aufgeführt.

## Krankenhausstrukturfonds
Mit dem Pflegepersonal-Stärkungsgesetzes (PpSG) wird der seit 2016 durch das Krankenhausstrukturgesetz eingeführte Krankenhausstrukturfonds bis 2022 verlängert und für strukturverbessernde Maßnahmen bis zu rund eine Milliarde Euro zur Verfügung stehen. Die Hälfte der Summe trage die Bundesländer. Insbesondere sollen hierdurch Überkapazitäten abgebaut, Krankenhausstandorte konzentriert und Krankenhäuser in nicht akutstationäre lokale Versorgungseinrichtungen (z. B. Gesundheits- oder Pflegezentren, stationäre Hospize) umgewandelt werden oder zu Verbesserungen wie bspw. Bildung integrierter Notfallstrukturen, Telemedizin oder zur IT-Sicherheit beitragen.

## Fixkostendegressionsabschlag
Der ebenfalls 2016 durch das Krankenhausstrukturgesetz eingeführte Fixkostendegressionsabschlag (FDA) in der Krankenhausfinanzierung, demzufolge jede Mengensteigerung in der Regel zu einer Fixkostendegression führt, wurde mit dem Pflegepersonal-Stärkungsgesetzes (PpSG) um drei Jahre verlängert und jetzt erstmals auf einen bundeseinheitlichen Abschlag von 35 % festgelegt. Die Höhe des Fixkostendegressionsabschlag wurde zuvor durch die Verhandlungen der Selbstverwaltung in dem jeweiligen Bundesland festgelegt. Nicht betroffen von Abschlägen sind dabei Transplantationen, Polytraumata sowie die Versorgung von schwerbrandverletzten Personen, Frühgeborene sowie DRG-Leistungen mit einem Sachkostenanteil von über 66 Prozent.

## Pflegepersonaluntergrenzen (PpUG), pflegesensitive Bereiche
Die Pflegepersonaluntergrenzen-Verordnung vom 5. Oktober 2018 (BGBl. I S. 1632) führte ab 2019 eine personelle Mindestausstattung in pflegesensitiven Bereichen der Krankenhäuser nach § 137i SGB V ein. Die Pflegepersonaluntergrenzen-Verordnung wurde am 28. Oktober 2019 neu gefasst (BGBl. I S. 1492). Darin wird das Verhältnis der Anzahl von Patienten zu jeweils einer Pflegekraft festgelegt bzw. aktualisiert. Dies betraf zunächst die Bereiche Intensivmedizin, die Geriatrie, die Unfallchirurgie und die Kardiologie, ab 2020 auch die Herzchirurgie, die Neurologie, die Neurologie-Schlaganfalleinheit und die Neurologische Frührehabilitation im Tag- und Nachtdienst. Hierbei gibt es auch eine prozentuale Obergrenze des Anteils an Pflegehilfskräften (PHK). Ermittelt werden die pflegesensitiven Bereiche durch das Institut für das Entgeltsystem im Krankenhaus (Inek) auf Basis der Daten von 2017 und der enthaltenen Diagnosis Related Groups (Indikatoren-DRGs).
Dies betrifft allerdings nicht jedes Krankenhaus, da Basis die im Jahr 2017 übermittelten Daten einer Fachabteilung an das Institut für das Entgeltsystem im Krankenhaus. Mindestens 40 Prozent muss der Anteil der Indikatoren-DRGs an der Gesamtfallzahl dieser Fachabteilung betragen. So müssen Intensivstationen beispielsweise mindestens 400 Fälle mit einem Operationen- und Prozedurenschlüsselkode (OPS) der intensivmedizinischen Komplexbehandlung aufweisen.
Die Pflegepersonaluntergrenzen werden dabei auf Grundlage des sogenannten Perzentilansatzes abgeleitet. Derzeit orientieren sich die Untergrenzen an rund 25 Prozent und bedeutet das rund ein Viertel der Krankenhäuser dieses Ziel bisher nicht erreicht hat. Vergütungsabschläge für Krankenhäuser die die Untergrenze unterschreiten sollen ab April 2019 zur Anwendung führen. Die Einhaltung wird dabei durch monatliche Durchschnittswerte ermittelt und durch eine verpflichtende separate PpUG-Nachweis-Vereinbarung festgelegt.
Pflegepersonaluntergrenze (PpUG) und maximaler anrechenbarer Anteil an Pflegehilfskräften (PHK) (nicht-examinierte Pflegekräfte) nach § 6 PpUGV:
| Pflegesensitiver Bereich         | PpUG 6:00–22:00 Uhr | PpUG 22:00–06:00 Uhr | PHK 6:00–22:00 Uhr  | PHK 22:00–06:00 Uhr |
| -------------------------------- | ------------------- | -------------------- | ------------------- | ------------------- |
| Intensivmedizin                  | 2:1 (vormals 2,5:1) | 3:1 (vormals 3,5:1)  | 8 %                 | k. B. (vormals 8 %) |
| Geriatrie                        | 10:1                | 20:1                 | 15 % (vormals 20 %) | 20 % (vormals 40 %) |
| Unfallchirurgie                  | 10:1                | 20:1                 | 10 %                | 15 %                |
| Kardiologie                      | 10:1 (vormals 12:1  | 20:1 (vormals 24:1)  | 10 %                | 10 % (vormals 15 %) |
| Herzchirurgie                    | 10:1                | 20:1                 | 5 %                 | k. B.               |
| Neurologie                       | 7:1                 | 15:1                 | 10 %                | 8 %                 |
| Neurologie Schlaganfalleinheit   | 3:1                 | 5:1                  | k. B.               | k. B.               |
| Neurologische Frührehabilitation | 5:1                 | 12:1                 | 10 %                | 8 %                 |

In der Tabelle angegeben sind die ab dem 1. Januar 2020 gültigen Werte; die Angaben in Klammern beziehen sich auf den Zeitraum davor; k. B. steht für keine Berücksichtigung von PHK. Für die Fachabteilungen Herzchirurgie und Neurologie wurden erst für 2020 Personaluntergrenzen festgelegt (die PpUGV 2018 enthielt noch keine Vorgaben für Herzchirurgie, Neurologie, Neurologie Schlaganfalleinheit und Neurologische Frührehabilitation).
Bei der ersten Ziehung von Krankenhäusern gemäß § 137i Abs. 3a SGB V am 29. Januar 2019 zur bundesweiten Datenermittlung der pflegesensitiven Bereiche in den Krankenhäusern waren das Asklepios Klinikum Harburg und das kommunale Klinikum Dortmund die beiden einzigen Krankenhäuser mit fünf gezogenen pflegesensitiven Bereichen. Es folgten 14 Krankenhäuser mit jeweils vier pflegesensitiven Bereichen zur Datenerhebung (Universitätsklinikum Aachen, das Klinikum Aschaffenburg-Alzenau, die Zentralklinik Bad Berka, St. Josefs Hospital in Bochum, die GFO Kliniken Rhein-Berg in Bergisch Gladbach, das Städtische Klinikum Braunschweig, das Städtische Klinikum Dresden-Friedrichstadt, das Klinikum St. Georg in Leipzig, die Katholischen Kliniken Emscher-Lippe in Gladbeck, das Helios-Klinikum Berlin-Buch, das Klinikum Oldenburg, das Klinikum der Stadt Ludwigshafen am Rhein, das Klinikum Nürnberg – Nord und Süd, das Krankenhaus der Barmherzigen Brüder in Regensburg).
Gesundheitsminister Jens Spahn setzte die Pflegepersonaluntergrenzen Anfang März 2020 angesichts der COVID-19-Pandemie in Deutschland bis auf Weiteres außer Kraft. In den Bereichen Unfallchirurgie, Kardiologie, Herzchirurgie, Neurologie, Stroke Units sowie in der neurologischen Frührehabilitation galt dies bis 31. Dezember 2020; für die Bereiche Geriatrie und Intensivmedizin gelten seit 1. August 2020 wieder die zuvor festgelegten Untergrenzen.

## Kritik
Die Fachgesellschaften Deutsche Interdisziplinäre Vereinigung für Intensiv- und Notfallmedizin (DIVI), Deutsche Gesellschaft für Neurointensiv- und Notfallmedizin (DGNI) und Deutsche Gesellschaft für Neurologie (DGN) kritisierten im Februar 2019 die neuen Richtwerte für das Pflegepersonal, da diese sich nicht an dem tatsächlichen Versorgungsbedarf der Patienten ausrichteten. Sie empfehlen für neurologische Intensivstationen durchgehend den Personalschlüssel von einer Pflegekraft für die Versorgung von zwei Patienten. Allein die geplante Schaffung neuer Pflegestellen und die Vorgabe von Untergrenzen könnten eine Qualitätsverbesserung sowie eine deutliche Entlastung der Pflegenden nicht gewährleisten, da es zurzeit nicht genügend Pflegekräfte am Markt gebe, um den Bedarf zu decken.